# Black Panther: Wakanda Zauvijek
Black Panther: Wakanda Zauvijek je nadolazeći film redatelja i koautora Ryana Cooglera.
Temeljen na liku Marvel Comicsa Black Panther, to je trideseti film u Marvel Cinematic Universeu (MCU) i posljednji u takozvanoj "Četvrtoj fazi", kao i nastavak filma Black Panther iz 2018. godine.

## Radnja
Kraljevstvo Wakanda bori se da zaštiti svoje pleme nakon smrti kralja T'Challe.

## Glumačka postava
- Letitia Wright kao Shuri: Princeza Wakande koja dizajnira nove tehnologije za pleme.
- Lupita Nyong'o kao Nakia: tajni špijun za Wakandu, koja dolazi iz riječnog plemena.
- Danai Gurira kao Okoye: kapetan Dora Milaje, specijalne trupe Wakande.
- Winston Duke kao M'Baku: moćni ratnik koji je vođa Wakandinog planinskog plemena, Jabari.
- Florence Kasumba kao Ayo: jedan od članova i drugi zapovjednik Dora Milaje.
- Dominique Thorne kao Riri Williams / Ironheart: vrhunska izumiteljica koja je stvorila oklop koji konkurira onom koji je sagradio Tony Stark / Iron Man.
- Michaela Coel kao Aneka.
- Tenoch Huerta kao Namor: kralj rase atlantskih stanovnika.
- Martin Freeman kao Everett Ross: agent Središnja obavještajna agencija.
- Angela Bassett kao Ramonda: majka, kraljica Wakande koja oplakuje smrt svoga sina T'Challe.

## Produkcija

### Razvoj
Snimanje filma najavljeno je za listopad 2018., kada je Ryan Coogler potpisao ugovor kao redatelj nastavka Black Panthera, a sljedećeg mjeseca potvrđen je povratak Letitie Wright kao Shuri. U srpnju 2019. godine Danai Gurira također je izjavila da će ponoviti svoju ulogu Okoye, a istog mjeseca, na San Diego Comic-Conu, Kevin Feige potvrdio je da je nastavak u razvoju. Sljedećeg mjeseca Martin Freeman također je potvrdio svoj povratak kao Everett Ross, a u kolovozu, na sajmu "D23 Expo", film je dobio radni naslov Black Panther II, dok je krajem 2019. kostimografkinja Black Panthera Ruth E. Carter izjavila da će raditi i na nastavku.

### Pretprodukcija
U studenom 2020. u glumačkoj postavi najavljene su Lupita Nyong'o, Winston Duke i Angela Bassett, ponavljajući svoje prethodne uloge kao Nakia, M'Baku i Ramonda, dok je u svibnju 2021. otkriveno da će službeni naslov filma biti Black Panther: Wakanda Forever.

### Snimanje
Snimanje je započelo 29. lipnja 2021. u Atlanti i završilo 24. ožujka 2022. u Portoriku.

### Glazba
U rujnu 2021. otkriveno je da se Ludwig Göransson trebao vratiti kao skladatelj za nastavak.
Wakanda Forever Prologue, soundtrack proširene predstave, objavljena je u izdanju Hollywood Recordsa i Marvel Musica 25. srpnja 2022., a uključuje Temsinu obradu pjesme Boba Marleyja "No Woman No Cry", koja je korištena u teaser traileru filma, "A Body, A Coffin" Amaaraea i "Soy" Santa Fe Klana. Göransson je producirao sve tri pjesme, i pomogao je napisat "A Body, A Coffin" s Amaaraeom, Kyu Steedom, KZ-om, Cracker Mallom i Maesuom.

## Promocija
Prvaiza teaser trailer i poster objavljeni su 24. srpnja 2022. na Comic Conu u San Diegu.

## Distribucija
Black Panther: Wakanda Zauvijek bit će objavljen u Sjedinjenim Državama 11. studenog 2022. Prethodno je bio zakazan za 6. svibnja i 8. srpnja 2022. godine.
Bit će to posljednji film četvrte faze MCU-a.

## Ostali mediji
U veljači 2021. otkriveno je da je s Ryanom Cooglerom u razvoju televizijska serija koja će se odvijati u Wakandi, dok je u svibnju Danai Gurira potpisala ugovor za ponovno pojavljivanje njenog lika, Okoye.

## Vanjske poveznice
- Službena stranica marvel.com
- Black Panther: Wakanda Zauvijek u internetskoj bazi filmova IMDb-a